# Hörschel

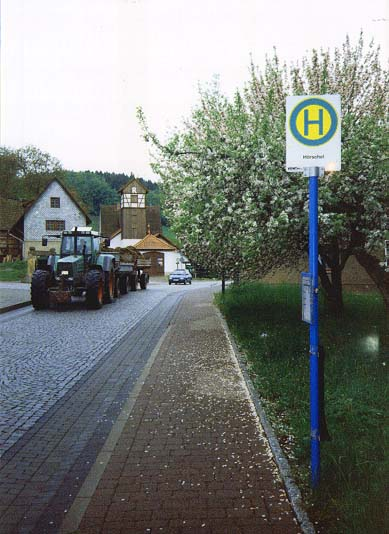
Hörschel mit dem Rennsteighaus

Hörschel ist ein Ortsteil der Stadt Eisenach an der Mündung der Hörsel in die Werra im Wartburgkreis in Thüringen.
Überregional bekannt ist Hörschel als Beginn des Rennsteigs und als Endpunkt des Fernwanderweg Harz – Eichsfeld – Thüringer Wald.

## Geografie
Hörschel befindet sich etwa sechs Kilometer (Luftlinie) westlich von Eisenach am rechten Ufer der Werra, im mittleren Werratal, am westlichen Rand des Thüringer Waldes. Der Ort liegt im Naturpark Thüringer Wald. Im Ort mündet die Hörsel in die Werra. Hier beginnt der Rennsteig, ein 169,3 km langer Wanderweg, der über den Kamm des Thüringer Waldes und des Thüringer Schiefergebirges bis an die Ausläufer des Frankenwaldes in Blankenstein an der Saale führt. Einer alten Tradition folgend, nehmen Wanderer in Hörschel am Beginn des Rennsteiges einen Stein aus der Werra, den sie über den ganzen Rennsteig tragen, um ihn in Blankenstein in der Saale oder der Selbitz zu versenken. Hörschel ist zudem südlicher Start- und Endpunkt des Fernwanderweges Harz – Eichsfeld – Thüringer Wald.
Hörschel grenzt an die Eisenacher Stadtteile Wartha im Westen, Neuenhof im Süden, Stedtfeld im Osten sowie die Ortsteile Pferdsdorf und Spichra der Gemeinde Krauthausen im Norden. Die geographische Höhe des Ortes beträgt 201 m ü. NN.
Der Basaltgang am Bahnhof Hörschel ist eine geologische Verwerfungszone und ein als Flächennaturdenkmal ausgewiesenes Geotop.

## Geschichte
Funde am Fuße des Hörschelberges, wie Werkzeuge aus der Jungsteinzeit oder Tonscherben aus der Eisenzeit beweisen, dass hier schon vor langer Zeit Menschen gesiedelt haben. Die erste urkundliche Erwähnung Hörschels geschah am 1. Juni 932, als es von Heinrich I. an den Abt von Hersfeld, Megingoz, getauscht wurde, als hursilagemundi.
Lange Zeit blieb das kleine Dorf im Besitz dreier Herren: dem landesherrschaftlichen Amt Wartburg, den Herren von Boyneburg und der Abtei Hersfeld, später wurde anstatt der Abtei Hersfeld die Familie Treusch von Buttlar genannt. Dadurch gehörte Hörschel bis 1850 auch zu drei, später zu zwei Gerichten: dem Justizamt Eisenach, dem Gericht Stedtfeld (beide im Amt Eisenach) und dem Gericht Spichra (im Amt Creuzburg).
Auch 1532, als der Benediktinermönch Curt Hauser (sein Grabstein befindet sich in der Hörscheler Kirche) vor der alten Dorfkirche zum Andenken an die Augsburger Konfession eine Linde pflanzte, die vier Jahrhunderte auf dem Dorfplatz stand, mussten noch Abgaben an diese Herren geleistet werden. Bis 1843 blieb die Dreiteilung des Ortes bestehen: 128 Menschen lebten zu dieser Zeit in den 22 Häusern des Dorfes.
Seit 1830 war Hörschel zum Ziel aller Wanderer geworden, die den Spuren Julius von Plänckners auf dem Rennsteig folgen wollten. Am 25. Juni 1847 wurde die Thüringer Bahn bei Hörschel fertiggestellt, an der der Ort 1892 eine eigene Bahnstation erhielt. 1862 schädigte ein Jahrhunderthochwasser der Hörsel den Ort, das Mühlenwehr wurde hierbei zerstört.
Als sich 1896 der Rennsteigverein gegründet hatte, wurde das Dorf, an dessen Werraufer der Rennsteig beginnt, bekannter. Das Dorf blühte auf und wuchs – die Hörschler waren wohlhabend genug, sich im Jahre 1904/05 eine neue Kirche bauen zu können.
1921 wurde am Wehr an der Hörsel ein Wasserkraftwerk errichtet, welches Hörschel und Neuenhof fortan mit Elektrizität versorgte.
Am 31. März 1945 wurde Hörschel wegen der im Zweiten Weltkrieg vorrückenden US-Armee evakuiert. Durch Artilleriebeschuss wurden am 1. April 1945 große Teile des Ortes zerstört. Eine der ersten Granaten schoss die Kirchturmspitze ab. Vor allem der Ortskern mit der Kirche ging in den Flammen auf, 18 Wohngebäude wurden zerstört und weitere beschädigt. Zurückweichende deutsche Soldaten sprengten die Hörselbrücke. Auch das auf dem Hörschelberg befindliche Boyneburgk-Denkmal, Erinnerungsstätte für einen Veteranen der Napoleonischen Kriege, wurde zerstört. Am 4. April rückten US-Streitkräfte in den Ort ein.
1952 – mit der Errichtung des Sperrgebiets an der innerdeutschen Grenze – war für Hörschel die Zeit als Fremdenverkehrsort beendet. Nur wenige Besucher durften noch – ausgestattet mit entsprechenden behördlichen Genehmigungen – das Dorf betreten. Wer den Rennsteig in seiner gesamten Länge erwandern wollte, begann seine Wanderung in Eisenach, auch das Kartenmaterial verschwieg Hörschel als Rennsteigbeginn. Die von Curt Hauser gepflanzte Linde vor der Kirche musste 1959 dem Ausbau der Landstraße weichen. Das Wasserkraftwerk an der Hörsel wurde 1964 außer Betrieb genommen und der Mühlgraben verfüllt.
1974 bildete Hörschel mit Neuenhof einen Gemeindeverband; seit 1994 gehören beide Orte als Ortsteil zur Stadt Eisenach.
Durch das Dorferneuerungsprogramm und Fördermittel des Landes Thüringen konnte der Dorfplatz nach 1990 neu gestaltet werden, eine Gaststätte und eine Pension („Tor zum Rennsteig“) sowie die Touristeninformation im Rennsteigwanderhaus stehen zur Verfügung. Auch die Kirche ist seit 1995 umfangreich im Inneren und Äußeren saniert und restauriert worden. Am 26. November 2004 konnte der Kirchturm in seiner ursprünglichen Gestalt wieder aufgesetzt werden. Am 15. Dezember 2007 fand auch die Turmbekrönung in ihrer historischen Fassung wieder ihren Platz auf der Turmspitze: Mit Turmkugel (Turmknopf), Kreuz und Wetterhahn geziert, ist der Turm wieder vollständig.

## Verkehr
Hörschel ist über die Landesstraße L 1021 (Eisenach – Gerstungen) erreichbar. Die Straße tangiert den Ort im Norden, am östlichen Portal des Straßentunnel Hörschel zweigt die Kreisstraße K 505 nach Lauchröden über die Ortslagen Hörschel und Neuenhof ab. Weiterhin besteht eine Verbindung nach Spichra zur Kreisstraße K 19. Jenseits der Werrabrücke mündet die Landesstraße L 1021 in die L 1017 (ehemals Bundesstraße 7a) ein, damit können die Nachbarorte Herleshausen und Pferdsdorf erreicht werden. Die nächstgelegene Anschlussstelle (Herleshausen) der die Gemarkung auf der Werratalbrücke querenden A 4 befindet sich im drei Kilometer entfernten Herleshausen.
Hörschel hat einen Haltepunkt an der Thüringer Bahn, der im Stundentakt von der NVV-Linie RB6 (Eisenach – Bebra) bedient wird.
Nach Hörschel verkehrt werktags die Stadtbus-Linie 2 des Verkehrsunternehmen Wartburgmobil.

## Politik
Der Ortsteil hat mit dem Nachbarort Neuenhof eine gemeinsame Ortsteilverfassung.
Bei der Wahl am 26. Mai 2024 wurde Christian Hell zum Ortsteilbürgermeister beider Orte gewählt. Er löste die langjährige Ortsteilbürgermeisterin Gisela Büchner (CDU) ab, die aus Altersgründen nicht mehr angetreten war.

## Sehenswürdigkeiten
- Rennsteigbeginn
- Geologischer Aufschluss am Bahnhof
- restaurierte Kirche Hörschel
- Boyneburgk-Denkmal auf dem Hörschelberg
- Gedenkstein für Julius von Plänckner am Rennsteig
- Einheitseiche am Spielplatz Rennsteigstraße Ecke Spichraer Straße, am 1. Mai 1990 gepflanzt; mit Gedenkstein
- Einheitsfichte Rennsteigstraße Ecke An der Hörsel, am 3. Oktober 1990 gepflanzt

## Impressionen

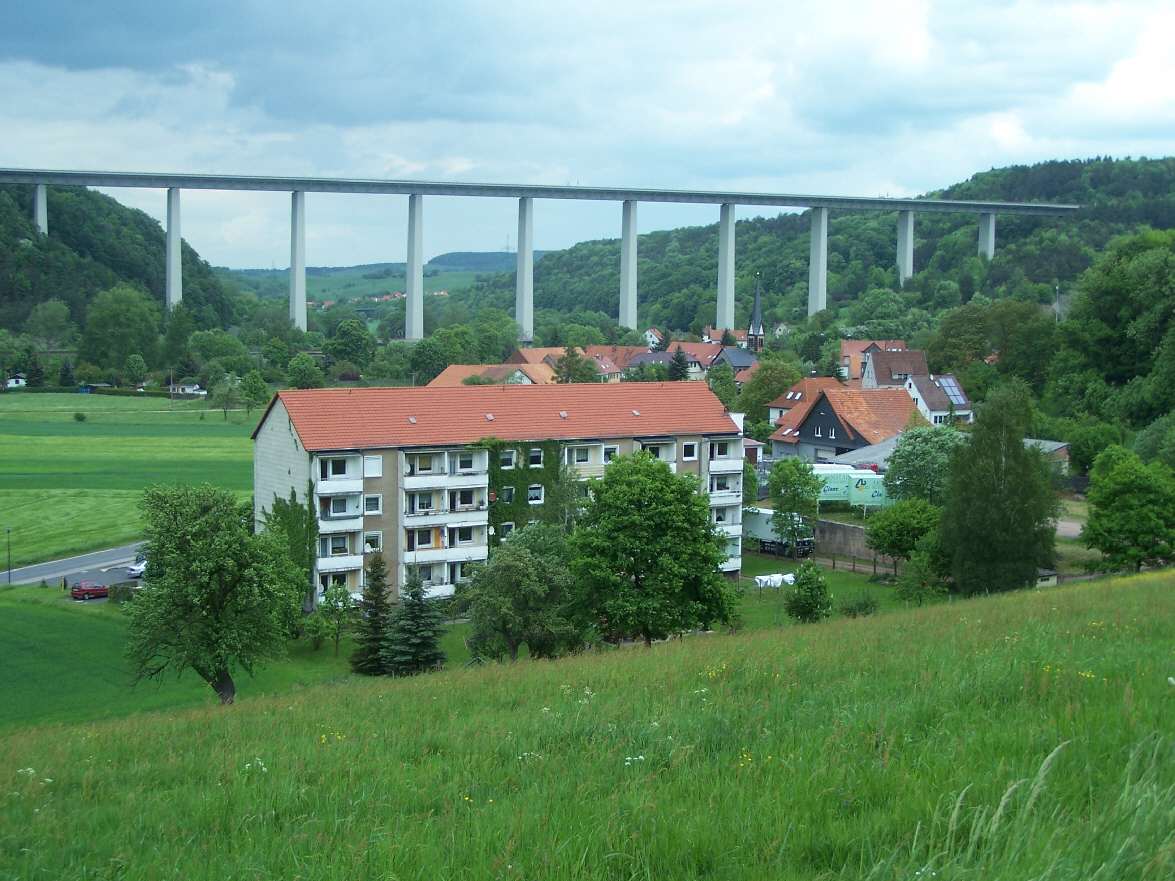
Omnipräsent über dem Ort – die Werratalbrücke
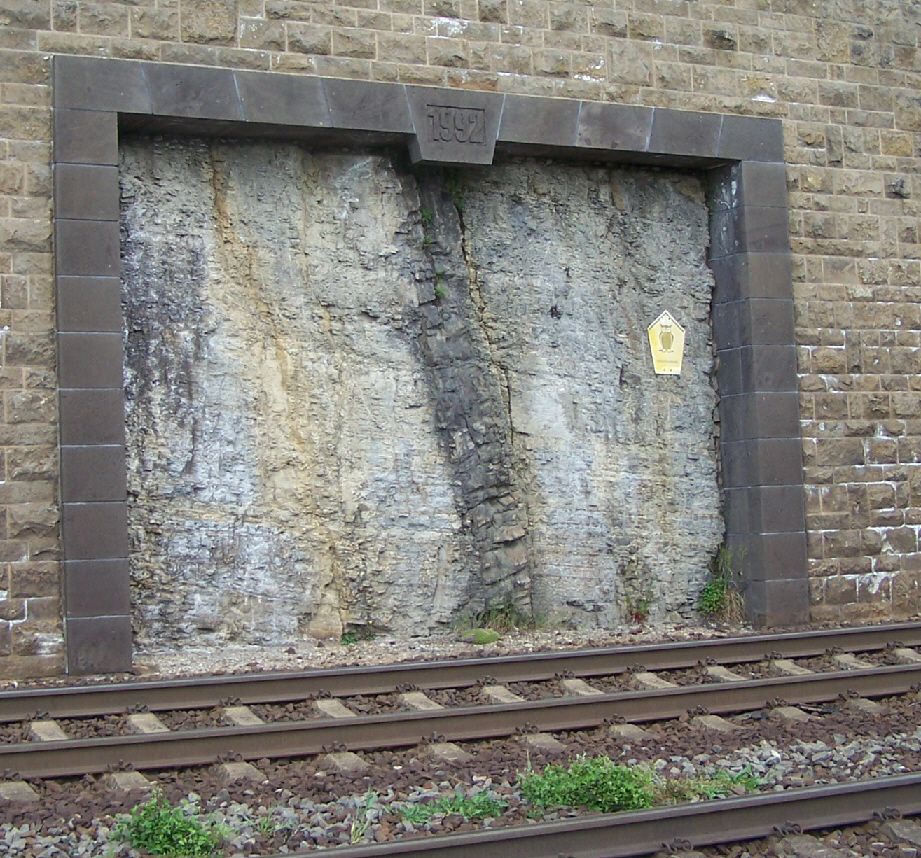
Basaltgang am Bahnhof Hörschel
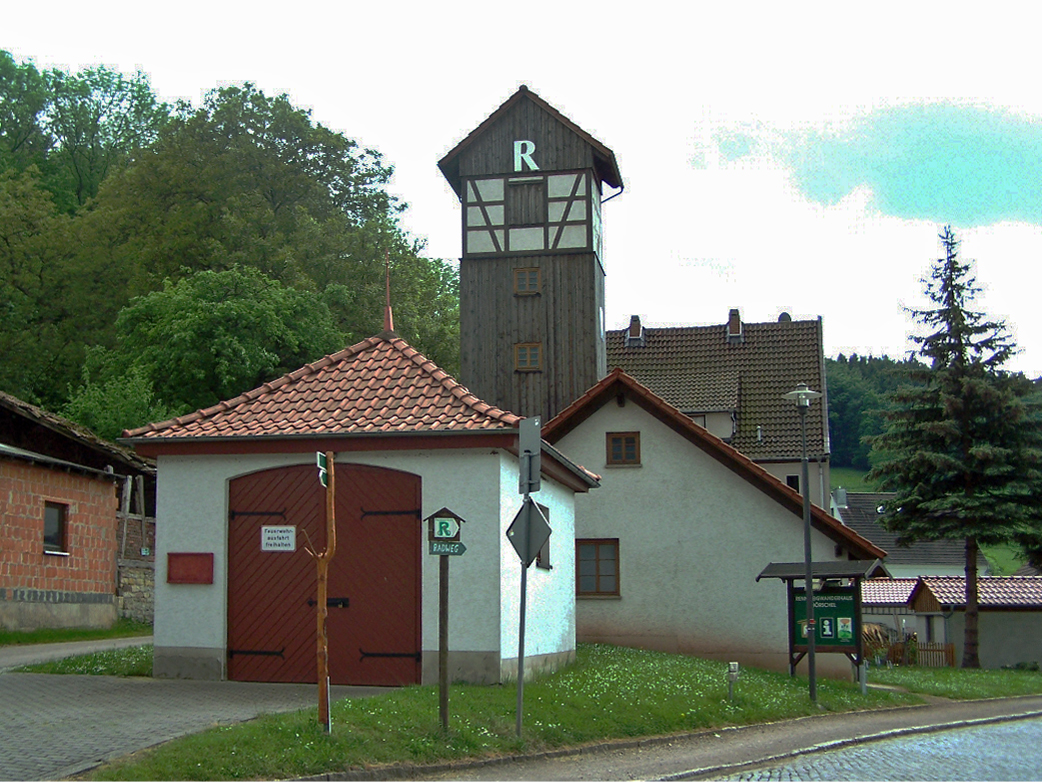
Rennsteighaus
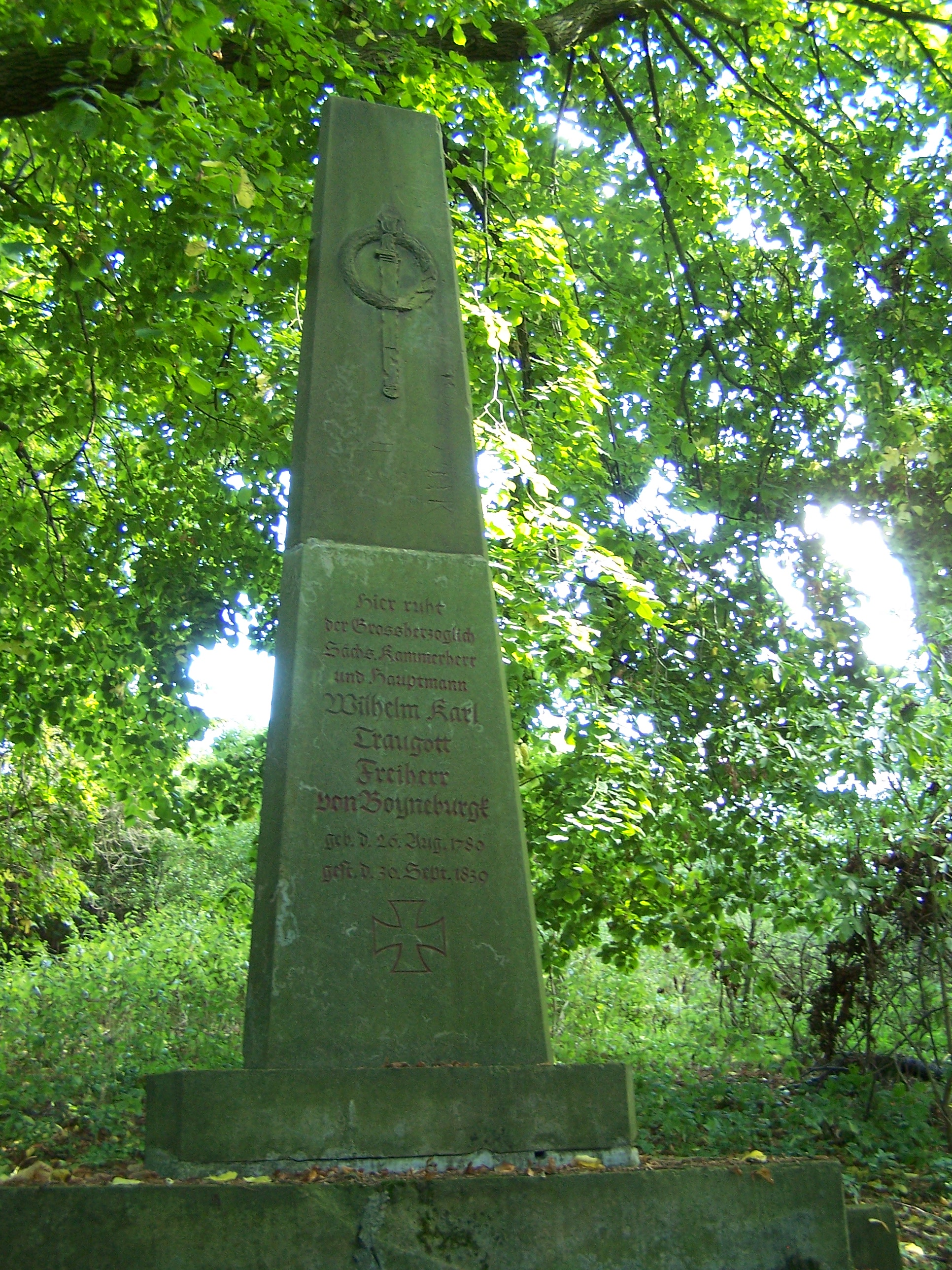
Boyneburgk-Denkmal auf dem Hörschelberg
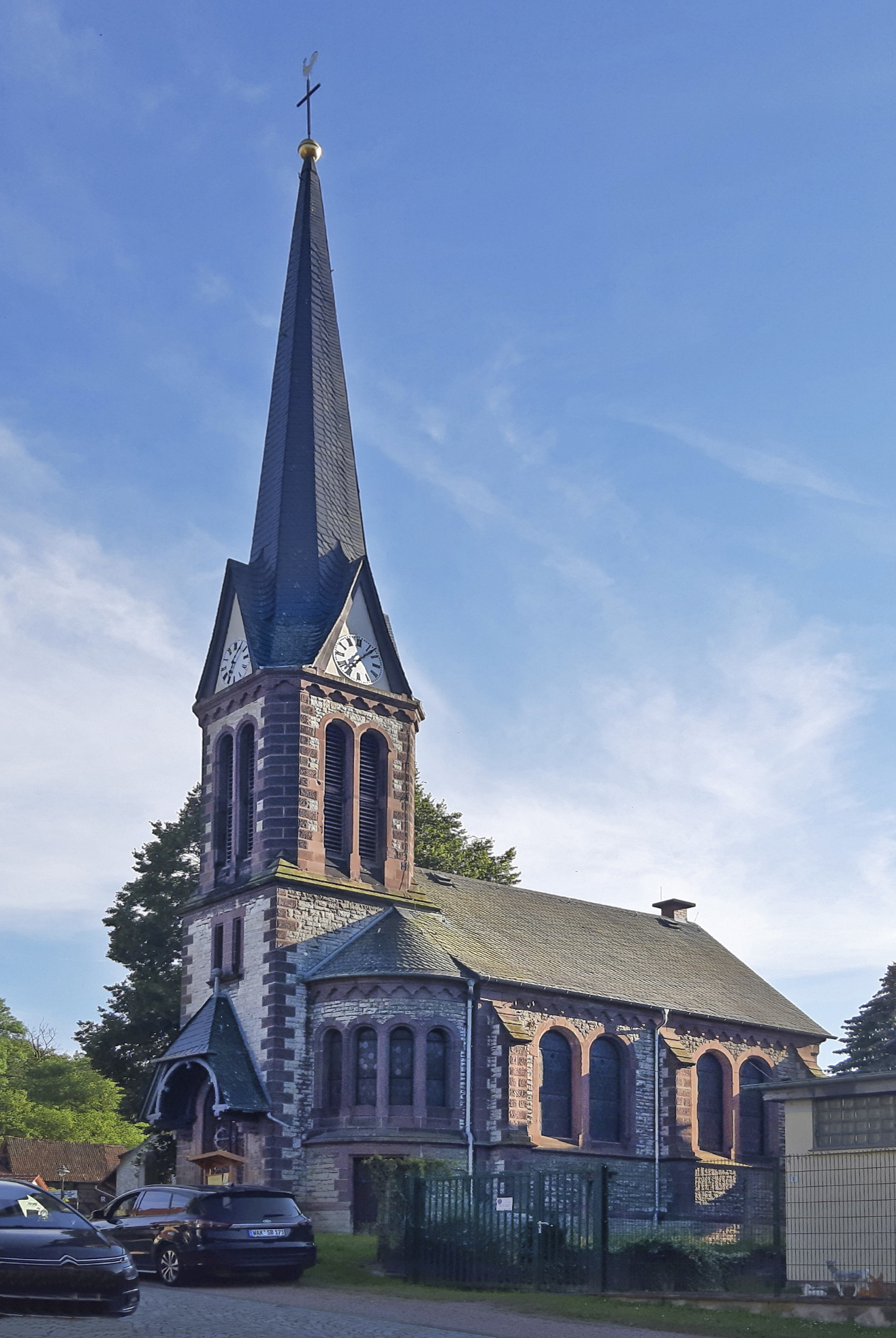
Die Kirche, seit 2008 mit neuer Turmhaube